# Die drei Musketiere – Milady
Die drei Musketiere – Milady ist ein Action-Abenteuerfilm aus dem Jahr 2023 unter der Regie von Martin Bourboulon nach der Geschichte von Alexandre Dumas. Es handelt sich um den zweiten Film der zweiteiligen epischen Saga, dem Die drei Musketiere – D’Artagnan (2023) vorausging. Die Hauptrollen spielten François Civil, Vincent Cassel, Pio Marmaï, Romain Duris und Eva Green.

## Handlung
Der Film beginnt dort, wo der erste Teil, Die drei Musketiere: D'Artagnan, endet. D'Artagnan wird bewusstlos geschlagen und von den Agenten Gastons, des jüngeren Bruders und mutmaßlichen Thronfolgers von König Ludwig XIII., gefangen genommen. D'Artagnan entkommt seinen Entführern und nimmt im Gegenzug den Comte de Chalais gefangen, Gastons wichtigsten Handlanger. Er befiehlt de Chalais, ihn zur Gefängniszelle zu führen, in der Constance festgehalten wird, findet dort jedoch unerwartet Milady de Winter, angekettet und anscheinend gefoltert. Milady und D'Artagnan fliehen gemeinsam und verbringen eine Nacht in einem Versteck im Wald. Milady versucht, D'Artagnan zu verführen, aber ohne Erfolg. Sie lässt ihn schlafend zurück. D'Artagnan wird erneut von de Chalais' Männern gefangen genommen, entkommt jedoch erneut. Athos besucht das Familienschloss, um seinen fünfjährigen Sohn zu sehen. Gemeinsam besuchen sie das Grab der Mutter des Jungen.
Nachdem er am Ende des ersten Teils einen Mordanschlag überlebt hat, beschließt Ludwig XIII., einen Krieg gegen La Rochelle zu beginnen, eine protestantische Hochburg an der französischen Westküste. D'Artagnan und seine Freunde werden mit den Musketieren, einer Eliteeinheit der französischen Armee, unter dem Kommando von Hauptmann Treville nach La Rochelle geschickt. Im Kriegslager trifft D'Artagnan Milady, die erneut versucht, ihn zu verführen. Während sie sich küssen und ausziehen, entdeckt D'Artagnan eine eingebrannte Lilie auf ihrer Schulter und erkennt schockiert, dass sie die Frau ist, von der Athos ihm im ersten Teil erzählt hat. Milady de Winter flieht vom Tatort und Athos erfährt von D'Artagnan, dass seine Ex-Frau, die Mutter seines Sohnes, anscheinend am Leben ist.
Eine kleine Gruppe der Musketiere wird von Hauptmann de Treville zu einem gewagten Nachtangriff auf La Rochelle geführt.  In der Festung werden sie von protestantischen Rebellen entdeckt, die offenbar auf Gastons Befehl vom Grafen von Chalais über den bevorstehenden Überfall informiert wurden. Mit Hilfe von Hannibal, dem Kommandeur einer anderen französischen Armeeeinheit, entkommen die Musketiere nach einem tapferen Kampf.
Athos folgt Milady in einen Wald, wo sie heimlich Kardinal Richelieu trifft. Er erfährt, dass Milady den Auftrag erhalten hat, den Herzog von Buckingham zu ermorden, dessen Unterstützung für die Kriegsanstrengungen der Rebellen von La Rochelle von entscheidender Bedeutung ist. Nachdem Richelieu gegangen ist, stellt Athos Milady zur Rede, die ihn an ihre Liebestage erinnert. Milady bereitet sich darauf vor, Athos zu töten, wird daran jedoch von Aramis und D'Artagnan gerettet, die am Schauplatz eintreffen. Milady flieht.
Kardinal Richelieu trifft Königin Anne und verspricht, Constance zurückzugeben, die auf seinen Befehl hin verhaftet wurde. Die Königin sagt D'Artagnan, dass Constance in England unter der Bewachung des Herzogs von Buckingham sicher sei.  Benjamin, Athos‘ Bruder und einer der protestantischen Anführer, wird von Gastons Wachen gefangen genommen und zum Tode durch Ertrinken verurteilt. Athos beschließt, die französische Armee zu verlassen, um seinen Bruder zu retten. Aramis und D‘Artagnan schließen sich ihm an. Gemeinsam fliehen sie nach England.
Milady reist nach England, um den Herzog von Buckingham zu ermorden. In Buckinghams Schloss wird Milady von Constance, Buckinghams Gast, erkannt, der gefangen genommen und zum Tode verurteilt wurde. Vor ihrer Hinrichtung wird Milady von Constance in ihrer Gefangenschaft besucht. Constance hat Mitleid mit dem Schicksal einer jungen und schönen Frau, tauscht die Kleider mit Milady und lässt sie entkommen. Als die Henker kommen, um Milady abzuholen, versucht Constance zu erklären, dass nicht sie zum Tode verurteilt wurde, aber vergebens. Sie wird im Palasthof gehängt. D‘Artagnan und seine Freunde kommen nur wenige Augenblicke zu spät zu Constances Hinrichtung. Gemeinsam mit Buckingham verfolgen sie Milady, die die Zeit nutzt, um den Palast des Herzogs in Brand zu stecken.  D'Artagnan betritt das brennende Gebäude, um gegen Milady zu kämpfen. Während des Kampfes verschwindet Milady und D'Artagnan wird bewusstlos von seinen Freunden gerettet.
Hauptmann de Treville wird vor dem königlichen Gericht wegen Hochverrats angeklagt. Aramis und D'Artagnan kommen, um Beweise dafür vorzulegen, dass Gaston mit Rebellen aus La Rochelle kommunizierte, um gegen den König zu intrigieren. Treville wird entlastet. Athos kommt nach Hause in sein Schloss und muss feststellen, dass sein Sohn von einer unbekannten Person entführt wurde. Auf dem Bett des Jungen findet er einen Ohrring, der einst seiner Frau gehörte.

## Produktion und Veröffentlichung
Matthieu Delaporte (* 1971) und Alexandre de La Patellière (* 1971) erarbeiteten das Drehbuch auf der Grundlage des Romans von Alexandre Dumas.
Drehorte der beiden Filme waren das Schloss Fontainebleau, der Louvre, das Hôtel des Invalides, das Schloss Saint-Germain-en-Laye, die Abtei Royaumont im Val-d’Oise, das Schloss Fontaine-Henry, die Zitadelle von Saint-Malo und das historische Zentrum von Troyes.
Director of Photography war in beiden Filmen der mehrfach ausgezeichnete Kanadier Nicolas Bolduc. Die Musik komponierte Guillaume Roussel, der 2022 eine Nominierung als Composer of the Year erhielt. Editor des zweiten Teils des Zweiteilers war Stan Collet.
Die beiden Filme wurden von Frankreich, Deutschland, Spanien und Belgien mit einem Gesamtproduktionsbudget von 72 Millionen Euro (78 Millionen US-Dollar), darunter 36,1 Millionen Euro für Milady, koproduziert und ab 16. August 2021 über einen Zeitraum von 150 Tagen gedreht. Milady feierte seine Weltpremiere am 18. November 2023 beim Varilux French Cinema Festival in Rio de Janeiro. In Frankreich kam er am 13. Dezember 2023 in die Kinos. Der in Deutschland für den 14. Dezember 2023 geplante Kinostart wurde vom Verleih Constantin Film abgesagt.
Kam der erste Teil Die drei Musketiere – D’Artagnan im deutschsprachigen Raum noch ins Kino, wurde Milady am 2. Mai 2024 nur auf DVD und Blu-ray Disc veröffentlicht.

## Rezeption

### Kritiken
Peter Bradshaw vom Guardian schreibt dem Film eine insgesamt positive Kritik. Star des Films, Eva Green als Milady de Winter, „die aufreizende, sexy, suffisante und feurige Auftragskillerin“ von Kardinal Richelieu, die in Folge 1 ähnlich wie Moriarty mit einem fatalen Klippensprung von der Bildfläche verschwunden sei, ist wieder da, ehrgeiziger und verführerischer als je zuvor. Es gibt wieder grandiose Gefechte, nicht ganz so grandiose Reitershows, Stunts –, insgesamt eine großartiges Spektakel. Und „alle vier Musketiere sind sehr attraktive Typen, besonders der noble und gequälte Civil als d’Artagnan“ und gibt dem Film drei von 5 möglichen Sternen.
Die Filmkritiker von „Sortir à Paris“ finden, dass die Einleitung zum zweiten Teil zu lang geraten ist. Diese Fortsetzung knüpfe an den ersten Teil an, man finde die gleichen Qualitäten – die Verve der Dialoge, die Inszenierung der Kämpfe [...] sehr nah an den Körpern. „[...] aber die Überraschung ist nicht mehr da, da man den ersten Film gesehen hat. In der Tat fehlt es dieser Fortsetzung an Erneuerung, und der Überraschungseffekt ist völlig abwesend“. Wem aber D’Artagnan gefallen habe, der werde auch Milady mögen.
Bei Rotten Tomatoes erreichte der Film eine Positiv-Quote von 90 % auf der Grundlage von 20 Filmkritiken. Bei Metacritic erhielt der Film, basierend auf vier Kritiken, einen Metascore von 78 Punkten.

### Einspielergebnisse
Der Film spielte an seinem Eröffnungswochenende 4,74 Millionen US-Dollar in Frankreich ein. Er kommt auf weltweite Einnahmen von über 18,67 Millionen Dollar.